# أليساندرا ميلي
أليساندرا ميلي (مواليد 5 سبتمبر 2002) هي مغنية وكاتبة أغاني نرويجية - إيطالية، مثلت النرويج في مسابقة الأغنية الأوروبية 2023.

## روابط خارجية
أليساندرا ميلي على موقع IMDb (الإنجليزية)
- أليساندرا ميلي على موقع IMDb (الإنجليزية)
- أليساندرا ميلي على موقع ميوزك برينز (الإنجليزية)
- أليساندرا ميلي على موقع أول ميوزيك (الإنجليزية)
- أليساندرا ميلي على موقع ديسكوغز (الإنجليزية)